# Québec solidaire
Québec solidaire (QS) est un parti politique québécois œuvrant sur la scène provinciale. QS forme depuis le printemps 2019 la deuxième opposition. Ses deux porte-paroles sont Guillaume Cliche-Rivard (intérim) et Ruba Ghazal. De façon générale, on appelle ses sympathisants les « solidaires ».
Québec solidaire est fondé en 2006 comme le résultat de la fusion de l'Union des forces progressistes et d'Option citoyenne. Le parti obtient son premier siège à l'Assemblée nationale aux élections québécoises de 2008 en remportant Mercier. Subséquemment, le parti voit son appui croître et sa position se consolider dans les quartiers centraux de Montréal aux élections de 2012 et 2014 en remportant Gouin puis Sainte-Marie–Saint-Jacques. En 2017, Québec solidaire absorbe le parti indépendantiste Option nationale. 
La chute de l'appui aux partis dits « traditionnels » aux élections générales québécoises de 2018 permet à Québec solidaire de remporter 10 sièges. En plus de solidifier son appui à Montréal, en remportant Laurier-Dorion, Rosemont et Hochelaga-Maisonneuve, le parti fait une percée dans le centre-ville de Québec (Taschereau et Jean-Lesage), ainsi que dans les circonscriptions de Sherbrooke et Rouyn-Noranda-Témiscamingue. 
Québec solidaire est décrit et se réclame de la gauche. Sa plateforme politique défend le féminisme, l'écologie, la justice sociale, l'altermondialisme, le pluralisme et la souveraineté du Québec. Le parti souhaite, s'il forme un gouvernement, former une assemblée constituante qui aura pour mission d'écrire la constitution d'un Québec indépendant. Le programme du parti défend, entre autres, la réduction de 95 % des gaz à effet de serre d'ici 2050, la gratuité du transport collectif, la création d'une banque publique, l'ajout de paliers d’imposition pour les riches et son indexation annuelle et la gratuité scolaire.

## Historique

### Origines
Québec solidaire est le fruit de la fusion en 2006 de deux entités politiques de gauche au Québec : l'Union des forces progressistes (UFP), parti fondé en 2002, et Option citoyenne, association fondée en 2004. Les principaux porte-paroles des deux organisations, Amir Khadir et Françoise David, sont devenus les premiers porte-paroles du nouveau parti.
Dès novembre 2004, les exécutifs de l'Union des forces progressistes et d'Option citoyenne entament des pourparlers en vue d'une fusion. À la fin de l'année 2005, en réponse au manifeste Pour un Québec lucide, un document appelant à s'attaquer collectivement au fardeau de la dette publique du Québec, plusieurs personnalités, dont les principaux dirigeants d'Option citoyenne et de l'UFP, Françoise David et Amir Khadir, signent le Manifeste pour un Québec solidaire. Le nom de ce manifeste est finalement repris lors du Congrès de fondation du nouveau parti : l'Union des forces progressistes et Option citoyenne deviennent « Québec solidaire ».
Une fusion des deux entités s'avérait toutefois impossible, le Directeur général des élections du Québec l'assimilant à un don financier d'une personne morale (l'association Option citoyenne) à un parti politique (l'Union des forces progressistes), ce qui est interdit par la loi au Québec. Le 13 février 2006, le DGEQ a plutôt autorisé le changement de nom du parti Union des forces progressistes, qui est devenu Québec solidaire.
En décembre 2017, à la suite d'un vote favorable des membres respectifs de Québec solidaire et d'Option nationale, le parti Option nationale « fusionne » avec Québec solidaire. Dans les faits, Option nationale se fond dans Québec solidaire pour y devenir un collectif interne.
|                            |  |  |  |  |  |  |  |  |  |                                      |  |                  |  |                  |  |  |  |  |  |                                               |  |  |  |  |  |  |  |  |  |  |  |  |  |  |  |  |  |
|                            |  |  |  |  |  |  |  |  |  | Nouveau Parti démocratique du Québec |  |                  |  |                  |  |  |  |  |  |                                               |  |  |  |  |  |  |  |  |  |  |  |  |  |  |  |  |  |
| Parti communiste du Québec |  |  |  |  |  |  |  |  |  |                                      |  |                  |  |                  |  |  |  |  |  |                                               |  |  |  |  |  |  |  |  |  |  |  |  |  |  |  |  |  |
|                            |  |  |  |  |  |  |  |  |  | Parti de la démocratie socialiste    |  |                  |  |                  |  |  |  |  |  |                                               |  |  |  |  |  |  |  |  |  |  |  |  |  |  |  |  |  |
|                            |  |  |  |  |  |  |  |  |  |                                      |  |                  |  |                  |  |  |  |  |  | Rassemblement pour l'alternative progressiste |  |  |  |  |  |  |  |  |  |  |  |  |  |  |  |  |  |
|                            |  |  |  |  |  |  |  |  |  |                                      |  |                  |  |                  |  |  |  |  |  |                                               |  |  |  |  |  |  |  |  |  |  |  |  |  |  |  |  |  |
|                            |  |  |  |  |  |  |  |  |  |                                      |  |                  |  |                  |  |  |  |  |  |                                               |  |  |  |  |  |  |  |  |  |  |  |  |  |  |  |  |  |
|                            |  |  |  |  |  |  |  |  |  | Union des forces progressistes       |  |                  |  |                  |  |  |  |  |  |                                               |  |  |  |  |  |  |  |  |  |  |  |  |  |  |  |  |  |
|                            |  |  |  |  |  |  |  |  |  |                                      |  |                  |  |                  |  |  |  |  |  | Option citoyenne                              |  |  |  |  |  |  |  |  |  |  |  |  |  |  |  |  |  |
|                            |  |  |  |  |  |  |  |  |  |                                      |  |                  |  |                  |  |  |  |  |  |                                               |  |  |  |  |  |  |  |  |  |  |  |  |  |  |  |  |  |
|                            |  |  |  |  |  |  |  |  |  |                                      |  |                  |  |                  |  |  |  |  |  |                                               |  |  |  |  |  |  |  |  |  |  |  |  |  |  |  |  |  |
|                            |  |  |  |  |  |  |  |  |  |                                      |  | Québec solidaire |  |                  |  |  |  |  |  |                                               |  |  |  |  |  |  |  |  |  |  |  |  |  |  |  |  |  |
|                            |  |  |  |  |  |  |  |  |  |                                      |  |                  |  |                  |  |  |  |  |  | Option nationale                              |  |  |  |  |  |  |  |  |  |  |  |  |  |  |  |  |  |
|                            |  |  |  |  |  |  |  |  |  |                                      |  |                  |  |                  |  |  |  |  |  |                                               |  |  |  |  |  |  |  |  |  |  |  |  |  |  |  |  |  |
|                            |  |  |  |  |  |  |  |  |  |                                      |  |                  |  |                  |  |  |  |  |  |                                               |  |  |  |  |  |  |  |  |  |  |  |  |  |  |  |  |  |
|                            |  |  |  |  |  |  |  |  |  |                                      |  |                  |  | Québec solidaire |  |  |  |  |  |                                               |  |  |  |  |  |  |  |  |  |  |  |  |  |  |  |  |  |

### Premières expériences électorales

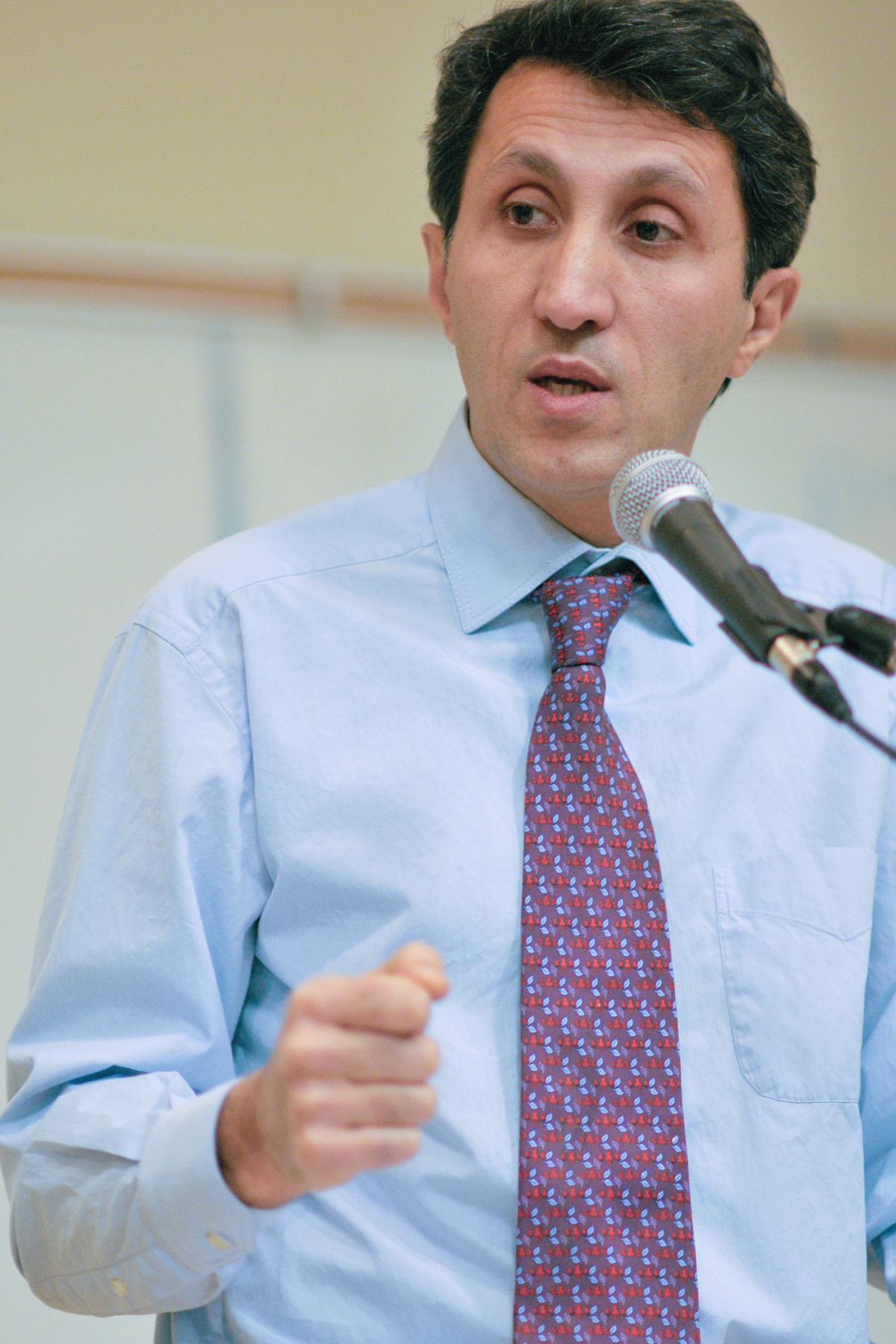
Amir Khadir, député de la circonscription de Mercier de 2008 à 2018.

Le 10 avril 2006, Québec solidaire participe au premier test électoral de son histoire soit une élection partielle dans la circonscription de Sainte-Marie–Saint-Jacques. Sa candidate Manon Massé remporte 22 % des voix, terminant ainsi troisième derrière le Parti libéral du Québec et le Parti québécois. Québec solidaire participe ensuite le 14 août 2006 aux élections partielles dans les circonscriptions de Pointe-aux-Trembles et de Taillon. Le chef du Parti québécois, André Boisclair est candidat dans la première circonscription. Le Parti libéral du Québec et l'Action démocratique du Québec ne lui opposant pas de candidat, il remporte l'élection haut la main. Québec solidaire termine troisième, derrière le Parti vert du Québec, avec 8 % des votes exprimés en sa faveur. Dans Taillon, Québec solidaire termine quatrième, derrière le PQ, le PLQ et l'ADQ, avec 7 % des voix.
Lors des élections générales québécoises de 2007, Québec solidaire présente des candidates et des candidats dans 123 des 125 circonscriptions québécoises, plus de la moitié (65 exactement) étant des femmes, une première pour un parti politique en Amérique du Nord. Cette élection est marquée par le débat entourant les accommodements raisonnables. Le scrutin a lieu le 26 mars 2007. Québec solidaire ne réussit pas à faire élire de député, mais récolte 144 418 voix en sa faveur, soit 3,64 % des votes exprimés. Le porte-parole masculin Amir Khadir recueille plus de 29 % des votes dans Mercier, terminant ainsi deuxième derrière le péquiste Daniel Turp, qui reçoit un peu plus du tiers des votes, et avec une avance de 10 points de pourcentage sur la candidate et ancienne députée libérale Nathalie Rochefort. La porte-parole féminine Françoise David termine elle aussi deuxième dans sa circonscription de Gouin, recueillant plus de 26 % des suffrages, soit près de 8 % de plus que la candidate libérale Nathalie Rivard.

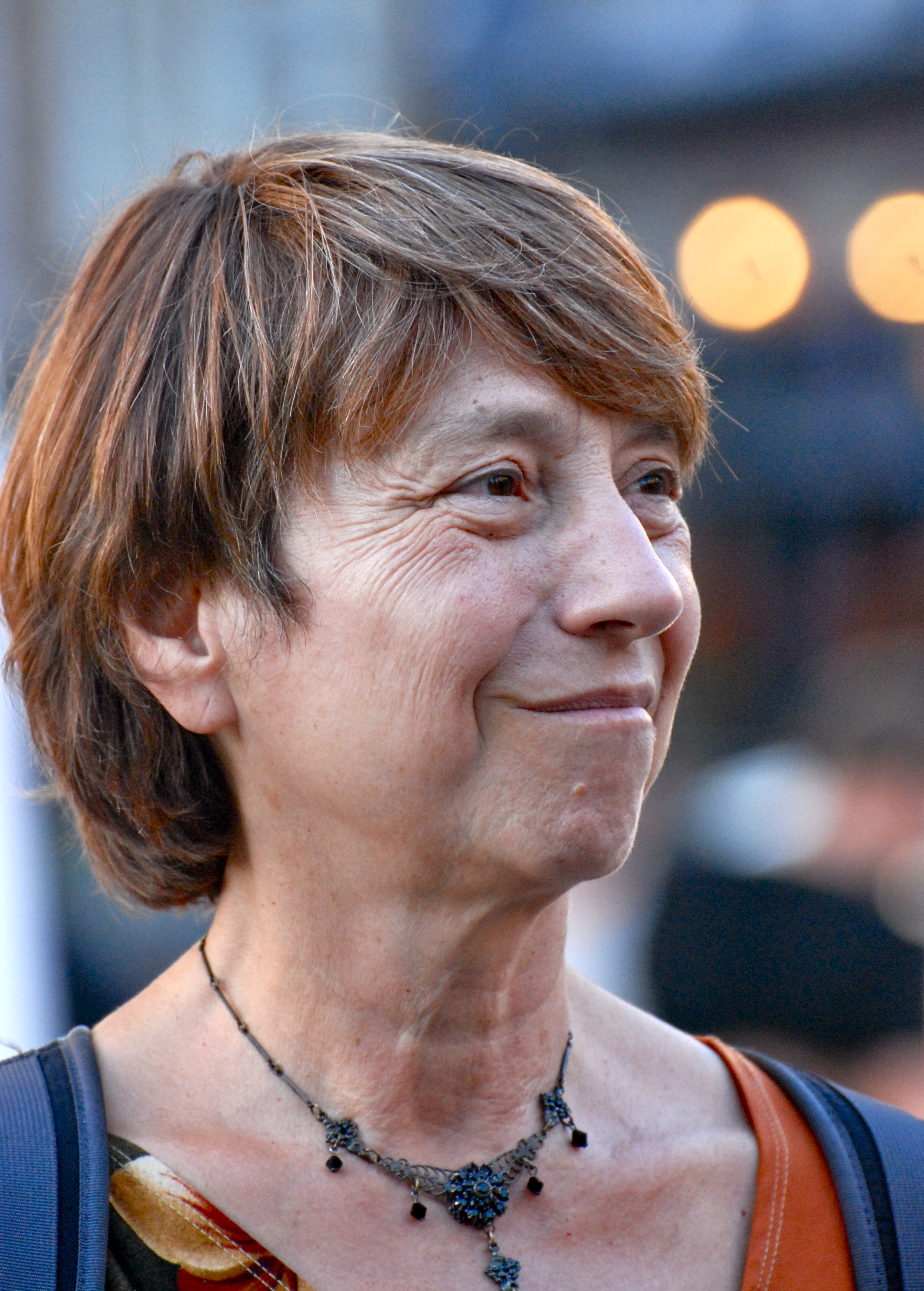
Françoise David, députée de Gouin de 2012 à 2017.

Un an et demi plus tard, le premier ministre libéral Jean Charest, qui dirige alors un gouvernement minoritaire, décide de déclencher des élections anticipées le 5 novembre 2008. Québec solidaire présente des candidats dans toutes les circonscriptions, sauf Notre-Dame-de-Grâce, où le Parti vert avait enregistré son meilleur score, Gatineau et Abitibi-Ouest. Le 8 décembre 2008, Amir Khadir devient le premier député solidaire à l'Assemblée nationale en remportant la circonscription de Mercier par 810 voix d'avance sur le député péquiste sortant Daniel Turp. Il obtient 8 597 votes (37,89 %), contre 7 787 (34,32 %) pour Turp. À l'échelle nationale, Québec solidaire reçoit 3,78 % des votes (122 618 voix), ce qui en pourcentage correspond essentiellement au score qu'il a obtenu lors des élections du 26 mars 2007 (3,6 %). Le parti récolte néanmoins 21 000 votes de moins qu'en 2007, alors que les libéraux et les péquistes reçoivent respectivement 49 000 et 14 000 votes supplémentaires.
Quatre ans plus tard, de nouvelles élections générales sont déclenchées. Le 4 août 2012, les deux porte-paroles du parti sont élus : Amir Khadir dans Mercier et Françoise David dans Gouin. Khadir recueille 46,73 % des voix (14 164), devant le péquiste Jean Poirier (23,55 %). David, quant à elle, récolte 46,15 % des voix (15 509) devant le péquiste Nicolas Girard (32,55 %). Le parti a accumulé 6,03 % des voix (263 224), ce qui fait plus que doubler sa performance de 2008 en nombre de votes (122 618). Le Parti québécois dirigé par Pauline Marois forme alors un gouvernement minoritaire.
Lors des élections anticipées du 7 avril 2014, Amir Khadir et Françoise David sont réélus dans leurs circonscriptions. De son côté, Manon Massé parvient à devenir la troisième députée de Québec solidaire en se faisant élire dans la circonscription voisine de Sainte-Marie–Saint-Jacques en récoltant 30,6 % des voix, devant la candidate libérale Anna Klisko (30,27 %) et le député péquiste sortant Daniel Breton (27,61 %). À l'échelle nationale, Québec solidaire récolte 7,63 % des voix.

### Départ de Françoise David et arrivée de Gabriel Nadeau-Dubois

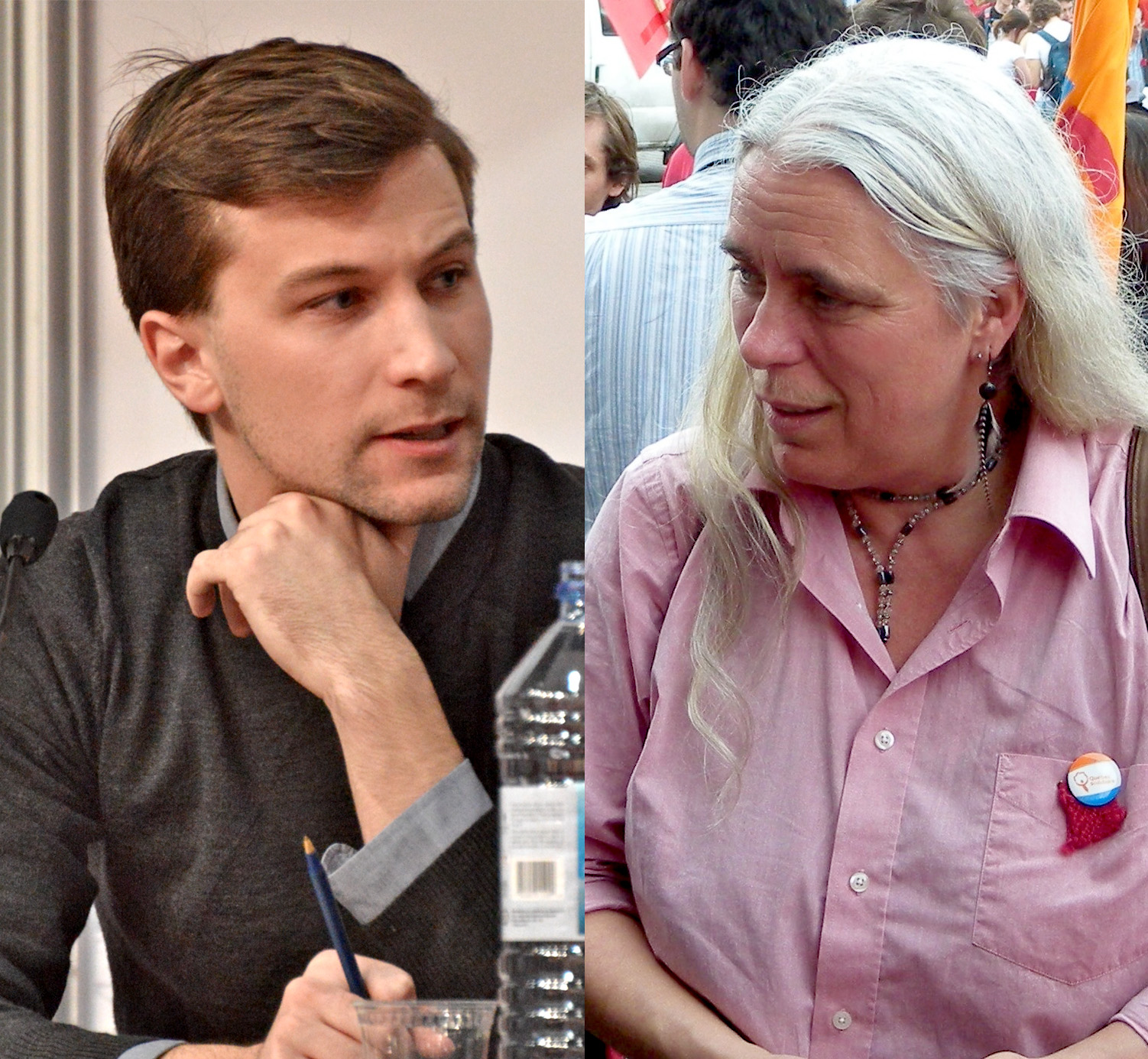
Gabriel Nadeau-Dubois et Manon Massé.

Pendant la 41e législature de l'Assemblée nationale, le 16 juin 2016, Québec solidaire réussit à faire adopter son premier projet de loi, présenté par Françoise David, venant modifier le Code civil du Québec afin d'empêcher l'éviction de locataires âgés de plus de 70 ans. Quelques mois plus tard, la députée de Gouin annonce, le 19 janvier 2017, qu'elle quitte son siège à l'Assemblée nationale ainsi que son poste de porte-parole du parti, citant la fatigue professionnelle comme raison de son départ, à l'âge de 69 ans. Manon Massé assure l'intérim comme porte-parole féminine. Quelques semaines plus tard, c'est au tour d'Andrés Fontecilla d'annoncer qu'il ne sollicitera pas le renouvellement de son titre de porte-parole et qu'il quitte la présidence du parti. Pour la première fois de l'histoire de Québec solidaire, le congrès de mai 2017 est appelé à renouveler les deux postes de porte-parole ainsi que la présidence.
C'est dans ce contexte que, le 9 mars 2017, Gabriel Nadeau-Dubois annonce son intention de succéder à Françoise David comme député de Gouin et de devenir porte-parole masculin du parti. Cette annonce de l'ex-leader étudiant, devenu depuis la grève étudiante de 2012 une figure centrale de la gauche québécoise, entraîne une forte hausse du nombre de membres de Québec solidaire et une montée du parti dans les sondages. 
Au congrès des 19, 20, 21 et 22 mai 2017, Manon Massé et Gabriel Nadeau-Dubois sont officiellement élus comme porte-paroles du parti, alors que Nika Deslauriers, ancienne attachée politique d'Amir Khadir, est élue présidente.

### Fusion d'Option nationale et de Québec solidaire
À un an et demi des prochaines élections, divers projets germent pour rassembler les différents partis souverainistes au Québec. Sous la direction de l'organisation OUI-Québec, les représentants de Québec solidaire, d'Option nationale, du Parti québécois et du Bloc québécois parviennent à une entente de principe sur une « feuille de route » devant mener le Québec à l'indépendance. Parallèlement, le Parti québécois tente un rapprochement avec Québec solidaire afin d'élaborer une alliance électorale où, dans certaines circonscriptions, un candidat souverainiste et progressiste unique se présenterait au nom des deux partis pour maximiser les chances de remporter la victoire contre le Parti libéral et la Coalition avenir Québec. 
Or, au cours du congrès de mai 2017, les militants de Québec solidaire rejette tout projet de convergence avec le Parti québécois. Du même souffle, ils donnent le feu vert à des discussions en vue d'une fusion avec Option nationale et proposent des rapprochements avec le Parti vert du Québec. L'entente de principe élaborée par OUI-Québec ne fut jamais soumise pour approbation aux instances internes des différents partis. 
Le 5 octobre 2017, les directions de Québec solidaire et d'Option nationale annoncent qu'elles sont parvenues à une entente de principe à propos de la fusion des deux partis politiques. L'entente de fusion est approuvée par les congrès des deux formations politiques, le 2 décembre 2017 dans le cas de Québec solidaire et le 10 décembre dans le cas d'Option nationale. Ce dernier est appelé à se fondre dans Québec solidaire pour y devenir un collectif. Deux représentants provenant de ses rangs siégeront aussi au Comité de coordination nationale (CCN) de Québec solidaire, alors que Sol Zanetti, chef d'ON jusqu'à la fusion, deviendra ambassadeur de l'indépendance du nouveau parti unifié et se verra offrir une circonscription prenable lors des élections de 2018. 
Enfin, en vertu de cet accord, Québec solidaire s'engage, s'il forme un gouvernement, à convoquer une Assemblée constituante devant nécessairement aboutir à l'indépendance du Québec,.

### Départ d'Amir Khadir
Après dix ans comme député, Amir Khadir annonce, le 4 mai 2018 en conférence de presse, qu'il ne sollicitera pas de nouveau mandat lors des prochaines élections. Cependant, le premier député solidaire à l'Assemblée nationale du Québec affirme qu'il continuera son travail politique hors du parlement en défendant les dossiers qui lui tiennent à cœur. Parmi ceux-ci, la mise sur pied d'un organisme public, Pharma-Québec, pour diminuer les coûts des médicaments et investir dans la recherche pharmaceutique, dont il a déposé un projet de loi à l’Assemblée nationale. Il décide de remettre sa prime de départ de l'Assemblée nationale à des organismes communautaires et sociaux. Médecin spécialiste en microbiologie médicale et maladies infectieuses, il reprend son travail de façon plus assidue puisqu'il n'avait jamais quitté complètement sa profession.

### Élections générales de 2018
Les élections générales du 1er octobre 2018 permettent à Québec solidaire de faire élire sept députés supplémentaires, portant leur nombre à 10, et d'étendre sa portée à l'extérieur de l'île de Montréal. 
Les porte-paroles Manon Massé et Gabriel Nadeau-Dubois sont réélus dans les circonscriptions de Sainte-Marie-Saint-Jacques et de Gouin alors que Ruba Ghazal est élue dans Mercier, le député solidaire sortant Amir Khadir ayant décidé de se retirer de la vie politique. Québec solidaire fait également une percée dans Hochelaga-Maisonneuve, où Alexandre Leduc récolte un peu plus de 50 % des suffrages avec une avance de 7 079 voix devant la députée péquiste sortante Carole Poirier, ainsi que dans la circonscription de Rosemont où l'ex-chroniqueur de La Presse Vincent Marissal défait le chef péquiste Jean-François Lisée avec 35,2 % des suffrages et une avance de 2 500 voix. 
En 2018, QS parvient à arracher des circonscriptions qui étaient alors représentées par des députés libéraux. L'ancien co-porte-parole Andrés Fontecilla l'emporte dans Laurier-Dorion avec 47,3 % des voix, une avance de 5 301 voix sur le libéral George Tzantrizos. Hors de Montréal, Christine Labrie remporte la circonscription de Sherbrooke avec 34,3 % des voix, 3 450 voix devant le candidat libéral Luc Fortin. En milieu semi-rural, Émilise Lessard-Therrien est élue dans la circonscription de Rouyn-Noranda-Témiscamingue avec 32,1 % des voix, une avance de 506 voix devant le caquiste Jérémie G. Bélanger.
Enfin, les principaux représentants d'Option nationale parviennent à faire une percée à Québec. Catherine Dorion est élue dans Taschereau avec 42,5 % des voix, 8 511 voix devant la caquiste Svetlana Solomykina, alors que Sol Zanetti est élu dans Jean-Lesage avec 34,7 % des voix, soit 699 voix d'avance sur Christiane Gamache de la CAQ. 
À la suite de négociations avec les autres partis représentés à l'Assemblée nationale, Québec solidaire a obtenu le statut de groupe parlementaire officiel pour la première fois, ce qui signifie une hausse substantielle du budget parlementaire et du temps de parole.

### Départ de Gabriel Nadeau-Dubois
En mars 2025, le départ de Gabriel Nadeau-Dubois comme chef parlementaire de Québec solidaire soulève des questions sur la continuité des réformes en cours et sur l’orientation future du parti dans un contexte de baisse de popularité et de débats internes. 
Ruba Ghazal devient cheffe parlementaire de Québec solidaire après le départ de Gabriel Nadeau-Dubois.

## Principes et positionnements politiques
La création de Québec solidaire repose sur une déclaration de principes adoptée lors du congrès de fondation du parti en février 2006. Cette déclaration intitulée Nos principes liste sommairement les sept piliers politiques de Québec solidaire soit l'écologie, la gauche, la démocratie, le féminisme, l'altermondialisme, la diversité (un Québec pluriel) et la souveraineté politique.

### Écologie politique
Québec solidaire est un parti engagé en faveur de l’environnement depuis sa création et en fait sa priorité lors des élections de 2018. Son programme met notamment l’accent sur la nécessité de lutter contre les changements climatiques. Il souhaite réduire de 95 % les émissions de gaz à effet de serre par rapport au niveau de 1990, d’ici 2050.
Le parti cible le transport comme étant l’un des secteurs les plus polluants et propose par conséquent la création d’un réseau de transport en commun municipal et interrégional robuste à travers tout le Québec. Lors des élections de 2018, Québec solidaire propose d’augmenter et d'électrifier le transport collectif, puis de le rendre gratuit en 10 ans. Le parti propose également d’interdire la vente de voitures fonctionnant uniquement à essence d’ici 2030 et d’interdire complètement leur circulation d’ici 2050. 
Québec solidaire s’oppose au projet de GNL Québec, un pipeline de 750 km qui transporterait du gaz naturel à travers le Québec jusqu’à une usine de liquéfaction à Saguenay, pour ensuite acheminer le gaz naturel liquéfié (GNL) à l’étranger. Pour la formation politique, il s’agit d’un projet dangereux pour l’environnement qui accentue la dépendance aux énergies fossiles. Québec solidaire organise de nombreuses campagnes de mobilisation contre le projet et finit par obtenir gain de cause; confronté au manque d'acceptabilité sociale du projet, le gouvernement se voit forcé de lui retirer son appui à l'été 2021 ,. En marge de son caucus présessionel de septembre 2021, Québec solidaire annonce qu'il présentera un projet de loi anti-pipeline visant à interdire toute exploration et exploitation pétrolière afin d'éviter un autre GNL Québec. 
Québec solidaire s'oppose également à la recherche et à l'exploitation du pétrole sur l'île d'Anticosti ainsi qu'au passage du pipeline Énergie Est sur le sol québécois. 

### Gauche politique
L'un des sept principes fondateurs adoptés lors du congrès de février 2006 est « Nous sommes de gauche ». Sans s'inscrire dans une tradition en particulier, le parti établit dans sa déclaration un parallèle entre la gauche et la promotion de la justice sociale, l’égalité, la solidarité et l'intervention de l'État « pour garantir le respect des droits humains» dans une perspective d'«élimination de la pauvreté ». 
Plusieurs ouvrages historiques et politiques placent Québec solidaire en continuité avec la tradition de la gauche québécoise,. Représenté à l'Assemblée nationale depuis 2008, Québec solidaire s'insère à la gauche sur l'échiquier politique québécois,.
Certains commentateurs et personnalités politiques, comme Lysianne Gagnon, ont qualifié le programme de Québec solidaire comme étant d’extrême gauche. D'autres, comme l'ancien chef péquiste Jean-François Lisée, a déclaré que les instances décisionnelles de Québec solidaire lui rappelle celles des groupes d'extrême gauche,.

### Laïcité
Historiquement[Quand ?], Québec solidaire défendait en matière de laïcité la position de la Commission Bouchard-Taylor, à savoir que seuls les agents en position d'autorité coercitive (juges, policiers et gardiens de prison), tout comme le président et les vice-présidents de l'Assemblée nationale, devraient s'abstenir de porter des symboles religieux dans le cadre de leurs fonctions. Au lendemain des élections générales du 1er octobre 2018, des débats concernant cette position surgissent notamment au sein de l'aile parlementaire du parti.
Les membres choisissent de changer de position en mars 2019 à l'occasion d'un Conseil national. Le parti s'opposera dorénavant à toute interdiction de port de symboles religieux. L'option rallie la très large majorité des délégués présents lors du vote[Interprétation personnelle ?]. En outre, le Conseil national adopte une résolution s'opposant à l'obligation pour les fonctionnaires d'exercer leurs fonctions à visage découvert, ce qui pourrait théoriquement permettre à une fonctionnaire de porter le voile intégral dans le cadre de ses fonctions, même si elle interagit avec le public. Ce changement d'approche sur les thématiques liées à la laïcité a été débattu au sein de Québec solidaire, certains de ses membres, comme Amir Khadir, n'y étant pas favorables[Interprétation personnelle ?].

### Souveraineté et assemblée constituante
Sur la question du statut politique du Québec, Québec solidaire se définit indifféremment comme « souverainiste » ou « indépendantiste ». Québec solidaire croit que le « fédéralisme canadien est irréformable sur le fond » et qu'il « est impossible pour le Québec d’y obtenir l’ensemble des pouvoirs auxquels il aspire ».
Au cours du congrès des 16 et 17 novembre 2019 portant spécifiquement sur l'indépendance du Québec, les militants du parti sont convenus qu'un gouvernement solidaire, dès le jour de son élection, appliquerait des « gestes de rupture » vis-à-vis du Canada, notamment en récupérant unilatéralement tous les impôts et taxes payés normalement au gouvernement fédéral, ainsi qu'en abolissant le poste de lieutenant-gouverneur du Québec et le serment d'allégeance à la Reine.
Au cours d'un premier mandat, un gouvernement formé par Québec solidaire procéderait également à la désignation d'une Assemblée constituante - dont les formes ne sont pas encore définies - chargée de rédiger une constitution. Depuis la fusion d'Option nationale avec Québec solidaire en 2017, il est prévu que le projet de constitution doit nécessairement être celle d'un Québec indépendant,. Un référendum portant sur le projet de constitution, s'il est adopté, viendrait ensuite achever l'indépendance de l'État québécois. Les membres réunis en congrès sont convenus par ailleurs que le nouveau pays serait doté d'une armée.

## Structure

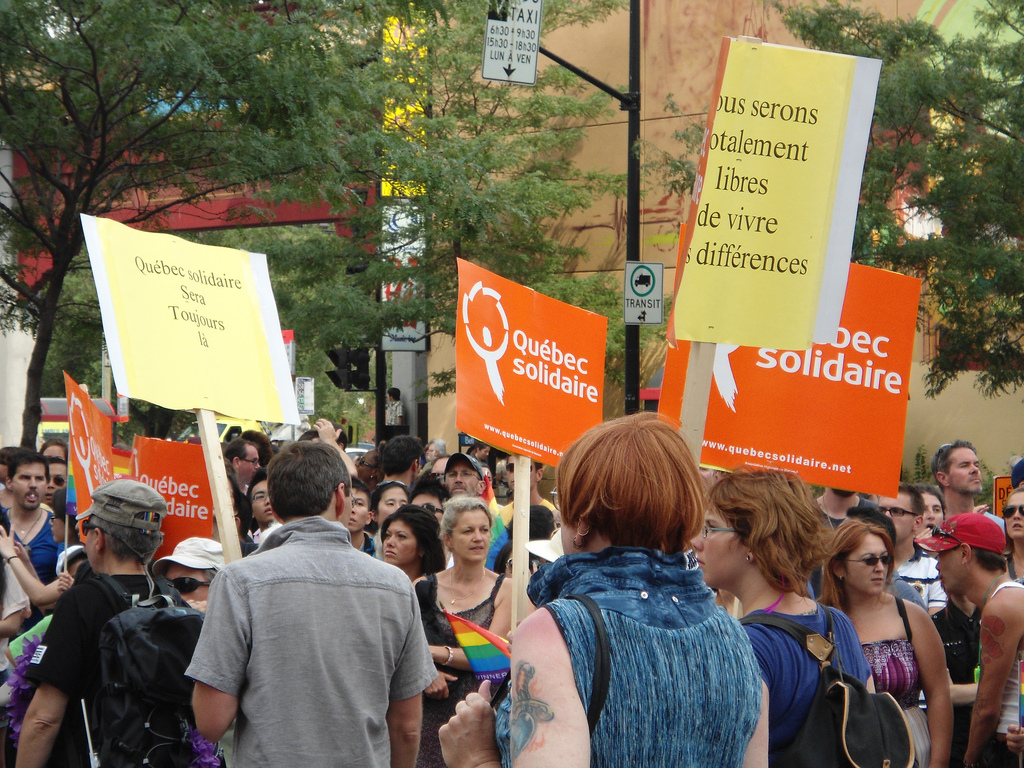
Militants de Québec solidaire au Défilé de la fierté de Montréal.

| Année | Nombre | Date exacte      |
| ----- | ------ | ---------------- |
| 2006  | 4 000  | 26 juin 2006     |
| 2011  | 7 500  | 31 janvier 2011  |
| 2012  | 13 000 | 3 septembre 2012 |
| 2017  | 17 000 | 6 octobre 2017   |
| 2018  | 20 000 | 22 août 2018     |

### Direction
Contrairement aux autres partis politiques québécois qui sont dirigés par un chef qui est le principal visage de son parti, Québec solidaire est représenté sur la scène publique par deux porte-paroles élus par les membres, qui doivent obligatoirement être un homme et une femme (d'ailleurs, chaque organe et comité de QS se doit également d'être paritaire d'après les statuts et règlements internes,), structure reflétant sa vision propre d'une gouvernance démocratique réduisant au minimum les hiérarchies. 
Le système électoral québécois exige qu'un chef soit désigné pour chaque parti. Depuis la fondation de QS, c'est le responsable du secrétariat général qui est d'office considéré comme « chef » du parti auprès du Directeur général des élections du Québec. Le fait d'être désigné « chef » ne confère aucun pouvoir particulier au secrétaire-général. Toutefois, de par sa fonction, ce dernier est également membre d'office du principal organe exécutif de Québec solidaire, le Comité de coordination national, aux côtés des deux porte-paroles, du président du parti ainsi que dix autres personnes élues.

Les grandes orientations, les statuts et règlements internes, le programme électoral et le choix des porte-paroles sont votés lors d'assemblées générales, aussi appelé Congrès, qui se tiennent aux deux ans. Tous les membres du parti sont de facto membres d’une association de circonscription et/ou d'une association régionale, et y ont un droit de vote. Pour prendre part aux assemblées générales et ainsi participer aux décisions démocratiques du parti à l'échelle nationale, les membres doivent d'abord être nommés délégués par leurs pairs en assemblées locales. Au Congrès, les délégués sont entre autres appelés à voter sur les propositions contenues dans le « cahier synthèse », qui est un document exposant la synthèse de toutes les propositions, préoccupations et enjeux exprimés par les assemblées locales, donc les membres, au cours des deux années précédentes une assemblée générale. C'est au Comité synthèse que revient la tâche de colliger ces éléments en un document qui regroupe et explique les propositions au vote. 

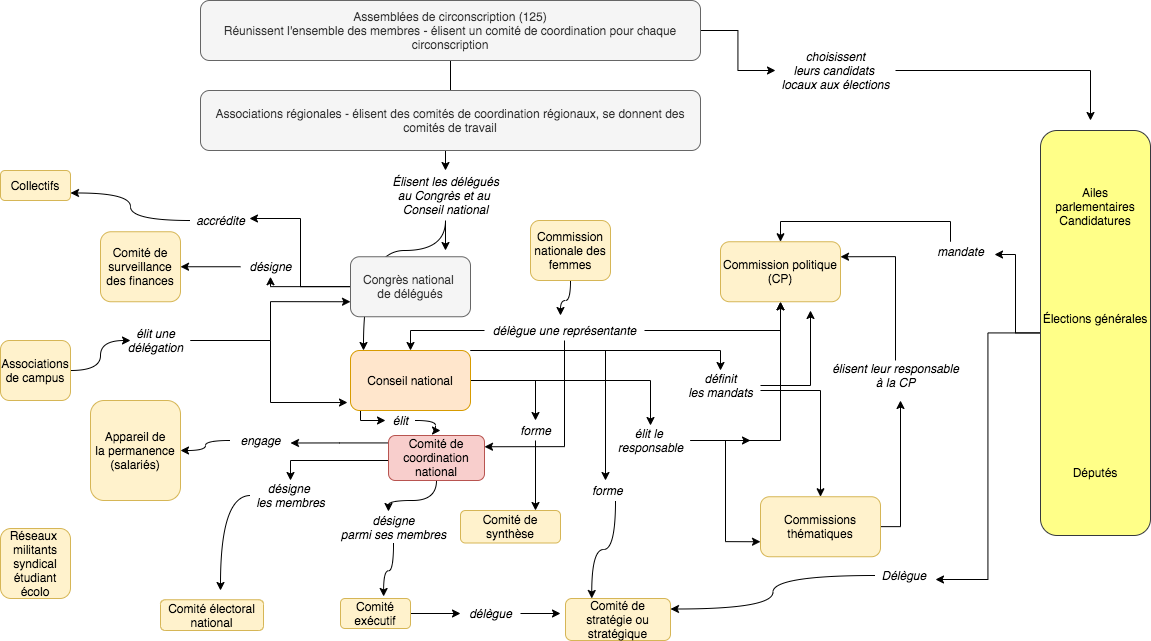
Organigramme des instances du parti en 2018

Les congrès ont lieu tous les deux ans, mais entre-temps le processus décisionnel se poursuit. Le Conseil national est le deuxième organe en importance du parti. D'une taille qui varie entre 150 et 300 délégués, et se réunissant au moins deux fois l'an, il veille à l'application des orientations adoptées lors des congrès et détermine les priorités de travail de l'aile parlementaire en fonction des priorités du parti. Il est composé de délégués des associations de circonscriptions, régionales et de campus, ainsi que des commissions nationales,. 
La direction ou l'exécutif du parti est assumé par le Comité de coordination national (CCN), qui se réunit une dizaine de fois par année et qui est composé de 14 personnes dont certaines sont membres d'office, soit les deux porte-paroles, la présidente et le secrétaire général du parti. Les autres membres sont quant à eux élus parmi le Conseil national. Cet organe est l'instance dirigeante de QS mais demeure subordonné aux décisions votées en congrès. Il a l'autorité de prendre des décisions concernant l’administration du parti tel que la reconnaissance des associations locales, les orientations budgétaires, l’organisation des congrès, etc. Puisqu'il siège plus fréquemment que le Conseil national, il peut arriver que le CCN se subroge à ce dernier et prenne des décisions stratégiques lorsqu'une réaction prompte s'impose. Dans les faits, la prise de décision administrative et stratégique peut ainsi être déléguée au Comité de coordination national, mais aussi au Comité exécutif. Ce dernier est redevable au CCN et sa tâche est de coordonner le travail, les orientations et l'administration de ce dernier, en plus de prendre des décisions en matière d'affaires courantes du parti lorsque requis.

### Porte-paroles
| Année | Porte-parole féminine    | Porte-parole masculin |
| ----- | ------------------------ | --------------------- |
| 2006  | Françoise David          | Amir Khadir           |
| 2007  | Françoise David          | Amir Khadir           |
| 2008  | Françoise David          | Amir Khadir           |
| 2009  | Françoise David          | Amir Khadir           |
| 2010  | Françoise David          | Amir Khadir           |
| 2011  | Françoise David          | Amir Khadir           |
| 2012  | Françoise David          | Amir Khadir           |
| 2013  | Françoise David          | Andrés Fontecilla     |
| 2014  | Françoise David          | Andrés Fontecilla     |
| 2015  | Françoise David          | Andrés Fontecilla     |
| 2016  | Françoise David          | Andrés Fontecilla     |
| 2017  | Manon Massé              | Gabriel Nadeau-Dubois |
| 2018  | Manon Massé              | Gabriel Nadeau-Dubois |
| 2019  | Manon Massé              | Gabriel Nadeau-Dubois |
| 2020  | Manon Massé              | Gabriel Nadeau-Dubois |
| 2021  | Manon Massé              | Gabriel Nadeau-Dubois |
| 2022  | Manon Massé              | Gabriel Nadeau-Dubois |
| 2023  | Manon Massé              | Gabriel Nadeau-Dubois |
| 2024  | Émilise Lessard-Therrien | Gabriel Nadeau-Dubois |
| 2025  | Ruba Ghazal              | Gabriel Nadeau-Dubois |

Françoise David et Amir Khadir ont été les deux premières personnes à occuper ces postes, Mme David devant devenir première ministre advenant l'élection d'un gouvernement solidaire. À partir de l'élection comme député d'Amir Khadir en 2008, le parti instaure une pratique voulant qu'un des deux porte-paroles soit issu de « l'aile parlementaire » alors que l'autre représente « l'aile extraparlementaire ». En décembre 2012, André Frappier est donc élu au poste de porte-parole intérimaire masculin représentant l'aile extraparlementaire jusqu'en mai 2013, moment où Andrés Fontecilla est élu à titre de porte-parole masculin, président et représentant de l'aile extraparlementaire, Françoise David - devenue députée en 2012 - demeurant porte-parole féminine et représentante de l'aile parlementaire. 
Lors de son congrès de mai 2016, Québec solidaire retire cette pratique de ses statuts et, en mai 2017, désigne deux membres de l'aile parlementaire comme porte-paroles : Manon Massé et Gabriel Nadeau-Dubois. En vue des élections de 2018, il est toutefois convenu que si le parti devait l'emporter, la fonction de première ministre du Québec serait assurée par Manon Massé et celle de vice-premier ministre, par Gabriel Nadeau-Dubois.
À l'issue du Conseil national numérique qui s'est tenu les 15 et 16 mai 2021, Manon Massé annonce qu'elle ne se représentera pas à titre de prétendante au poste de première ministre lors des élections générales québécoises de 2022. Gabriel Nadeau-Dubois lui succédera à titre de chef parlementaire à l'Assemblée nationale en septembre 2021.
Réunis en congrès, les délégués de Québec solidaire élisent Émilise Lessard-Therrien, ancienne députée de Rouyn-Noranda–Témiscamingue, à titre de porte-parole féminine du parti. Au cours d'un scrutin préférentiel, elle a remporté le poste au deuxième tour avec 50,3% des voix, devant la députée de Mercier Ruba Ghazal (49,7 %). La députée de Sherbrooke Christine Labrie fut éliminée lors du premier tour de scrutin. De son côté, Gabriel Nadeau-Dubois, qui sollicitait un nouveau mandat à titre de porte-parole masculin et était le seul candidat en liste, a obtenu la confiance de 90,1 % des délégués du congrès.
À la fin mars 2024, Émilise Lessard-Therrien annonce prendre un congé pour raison de santé. Le 29 avril 2024, elle annonce sa démission à titre de porte-parole. Christine Labrie devient cheffe par intérim et Ruba Ghazal est élue sans opposition au terme de la période de mise en candidature, avec 91 % d'appui des délégués du congrès de son parti.
Au retour de son congé de paternité, Gabriel Nadeau-Dubois annonce le 20 mars 2025 qu'il renonce à ses fonctions de porte-parole masculin et de chef parlementaire de Québec solidaire et qu'il quittera la vie politique à la fin de son mandat. Guillaume Cliche-Rivard assure alors l'intérim jusqu'à la désignation d'un chef en novembre 2025.

### Présidence
Au départ, une fonction séparée, la présidence est assumée par un des deux porte-paroles de Québec solidaire de juin 2009 au 22 mai 2017. Cette fonction est de nouveau distincte par la suite.
| Nom                             | Présidence                        |
| ------------------------------- | --------------------------------- |
| Alexa Conradi                   | 4 février 2006 - mai 2009         |
| Françoise David                 | juin 2009 - 2 décembre 2012       |
| André Frappier (intérim)        | 2 décembre 2012 - 5 mai 2013      |
| Andrés Fontecilla               | 5 mai 2013 - 21 mai 2017          |
| Nika Deslauriers                | 21 mai 2017 - 21 novembre 2021    |
| Alejandra Zaga Mendez           | 21 novembre 2021 - 3 octobre 2022 |
| Nicolas Chatel-Launay (intérim) | 3 octobre 2022 - 26 novembre 2023 |
| Roxane Milot                    | 26 novembre 2023 -                |

### Associations et commissions
L'unité de base du parti est l'association locale. En date du 27 mai 2016, Québec solidaire compte des associations locales actives dans 80 des 125 circonscriptions électorales au Québec, alors qu'il en comptait 61 en mars 2007. Ces associations locales sont regroupées dans 17 associations régionales qui ont pour mandat premier de soutenir la fondation d'associations locales. Les étudiants et le personnel des établissements d'enseignement supérieur sont regroupés au sein d'associations de campus qui participent aussi à la vie démocratique du parti.
Trois commissions nationales font aussi partie de la structure de Québec solidaire : la Commission politique, la Commission nationale des femmes et la Commission nationale autochtone. La première est composée de 14 commissions thématiques et est chargée de structurer l'élaboration du programme. Elle pilote aussi la rédaction de la plate-forme électorale du parti aux élections générales. La Commission nationale des femmes est composée de déléguées de chacune des régions et est chargée de s'assurer que le féminisme soit une valeur transversale au sein du parti. Contrairement aux deux premières commissions, la Commission nationale autochtone n'est pas créée à la fondation du parti, mais bien au Conseil national de novembre 2019 et réunit les membres autochtones de Québec solidaire.

### Collectifs
Il y a au sein de Québec solidaire des « collectifs ». Un collectif est un ensemble de membres du parti qui peuvent, en respect des exigences, faire la promotion de leurs idées politiques respectives à l'intérieur de Québec solidaire. Par contre, ces collectifs ne bénéficient pas d'une représentation formelle au Congrès, au Conseil national ou dans les autres instances du parti. Chaque collectif doit remettre chaque année une liste d'au moins 10 membres en règle de Québec solidaire à la direction du parti.

#### Collectifs actuellement reconnus
En date du mois de mai 2021, 8 collectifs sont présentement actifs au sein de Québec solidaire :
- Collectif accessibilité universelle[101]
- Collectif antiraciste décolonial[102],[103]
- Collectif sur la diversité des orientations et des identités sexuelles et des genres (DOISG)[104]
- Décroissance conviviale[105]
- Justice animale[106]
- Option nationale[107], qui compterait environ 800 membres en décembre 2023[108]
- Révolution écosocialiste (successeur du Réseau écosocialiste fondé en 2013)[109],[110]
- Tendance marxiste internationale[111],[112],[113]

#### Anciens collectifs
Québec solidaire a reconnu plusieurs autres collectifs en son sein, qui sont devenus inactifs, ont quitté le parti ou ont été dissous par ses instances :
À ses débuts[Quand ?], QS comptait quatre collectifs : Gauche socialiste (en) (section officielle de la Quatrième Internationale), Masse critique, Socialisme international et le Parti communiste du Québec. Aucun d'entre eux n'est actif à ce jour[Quand ?] au sein de Québec solidaire.
Le Parti communiste du Québec fut un collectif reconnu lors de la création de Québec solidaire.[réf. nécessaire] Bien qu'étant également un parti politique reconnu par le Directeur général des élections jusqu'en 2012, il ne présentait pas de candidats lors des élections, appuyant ceux présentés par QS.[pertinence contestée] Le PCQ a formellement renoncé à son statut de collectif au sein de QS en octobre 2014, pour laisser le choix à ses membres de militer à leur guise au Parti québécois ou à Québec solidaire.
Le Collectif pour la laïcité fut créé en appui au projet de Charte des valeurs par le gouvernement du Parti québécois en 2013,. Ce collectif fut dissous lors du Conseil national des 21 et 22 novembre 2020, pour avoir enfreint les statuts du parti,. On lui reprochait des « comportements malheureux », tels que la comparaison du hidjab au nazisme ou l'association du port de signes religieux au fondamentalisme.

### Syndicalisation
Le 4 mars 2019, le Tribunal administratif du travail (TAT) reconnait l’accréditation syndicale des employé-es politiques travaillant auprès des dix députés de Québec solidaire de la 42e législature à l’Assemblée nationale. Le Syndicat des travailleuses et travailleurs de Québec solidaire (STTQS), affilié à la Fédération des professionnèles de la CSN, regroupe :
- les employé.es des bureaux de circonscriptions détenues par les députés solidaires
- les employé.es des équipes parlementaires à l'Assemblée nationale.

Ce syndicat est le premier à regrouper les membres du personnel politique d’un parti québécois. L'initiative s'inscrivant en rupture avec la tradition de l'Assemblée nationale, l'accréditation syndicale au Tribunal administratif du travail occasionne des difficultés dans l'identification de l'employeur au sens de la loi. Jonglant entre le parti en lui-même et l'Assemblée nationale, ce sont finalement les 10 députés individuellement, mais regroupés en association qui seront reconnus comme employeurs au sein de la convention collective.
Le 29 janvier 2021, les membres du STTQS-CSN, entérinent une entente de principe menant à la signature de la toute première convention collective dédiée au personnel politique lié à l'Assemblée nationale du Québec. Pour la première fois dans l’histoire du Québec, le droit à la déconnexion sera officiellement reconnu dans une convention collective,.

## Identité visuelle
Le premier logo de Québec solidaire était un être humain stylisé penché à gauche et portant un globe. Il fut choisi lors du Conseil national qui eut lieu à Québec le 27 mai 2006. Ce logo évoque celui de l'Organisation internationale de la francophonie. Son choix vise à démontrer que, pour Québec solidaire, l'humain est au centre de tout choix politique[réf. nécessaire]. Autrefois multicolore, le logo devient intégralement orange, couleur associée au parti, en 2008[réf. souhaitée].
À l'automne 2017, le parti lance un processus de refonte de son logo qui débute par une consultation électronique de ses membres ainsi que du grand public.

Logo quadricolore utilisé avant 2008.
Logo utilisé de 2006 jusqu'au 31 décembre 2017.
Logo utilisé depuis le 1er janvier 2018.

## Résultats électoraux
|           |          |
| 122 / 125 | (97,6 %) |
|           |          |

|         |       |
| 0 / 125 | (0 %) |
|         |       |

|       |  |
| 3,6 % |  |
|       |  |

|           |          |
| 123 / 125 | (98,4 %) |
|           |          |

|         |         |
| 1 / 125 | (0,8 %) |
|         |         |

|       |  |
| 3,8 % |  |
|       |  |

|           |          |
| 124 / 125 | (99,2 %) |
|           |          |

|         |         |
| 2 / 125 | (1,6 %) |
|         |         |

|       |  |
| 6,0 % |  |
|       |  |

|           |          |
| 124 / 125 | (99,2 %) |
|           |          |

|         |         |
| 3 / 125 | (2,4 %) |
|         |         |

|        |  |
| 7,63 % |  |
|        |  |

|           |         |
| 125 / 125 | (100 %) |
|           |         |

|          |       |
| 10 / 125 | (8 %) |
|          |       |

|         |  |
| 16,10 % |  |
|         |  |

|           |          |
| 124 / 125 | (99,2 %) |
|           |          |

|          |         |
| 11 / 125 | (8,8 %) |
|          |         |

|         |  |
| 15,43 % |  |
|         |  |

## Députés
Au début de la législature, il y avait 11 députés représentant Québec solidaire à l'Assemblée nationale du Québec. Puisqu'il faut au moins 12 députés ou au moins 20 % des suffrages pour qu'un parti soit reconnu comme groupe politique au Parlement, les 11 députés de QS auraient dû siéger officiellement comme députés indépendants. Le 20 mars 2019, QS est reconnu second groupe d'opposition, par le président de l'Assemblée nationale du Québec. Cependant, le parti fait élire un douzième député en mars 2023 (Guillaume Cliche-Rivard) lors d'élections partielles dans la circonscription de Saint-Henri–Sainte-Anne, après la démission de la cheffe libérale Dominique Anglade.